# دار نشر جامعة إنديانا
دار نشر جامعة إنديانا المعروفة أيضًا باسم هي ناشر أكاديمي تأسس عام 1950 في جامعة إنديانا ومتخصص في العلوم الإنسانية والاجتماعية. يقع مقرها الرئيسي في بلومنجتون، إنديانا. تنشر 140 كتابًا جديدًا سنويًا، بالإضافة إلى 29 مجلة أكاديمية، وتحتفظ بفهرس حالي يضم حوالي 2000 عنوان.